# Lonauer Wasserfall

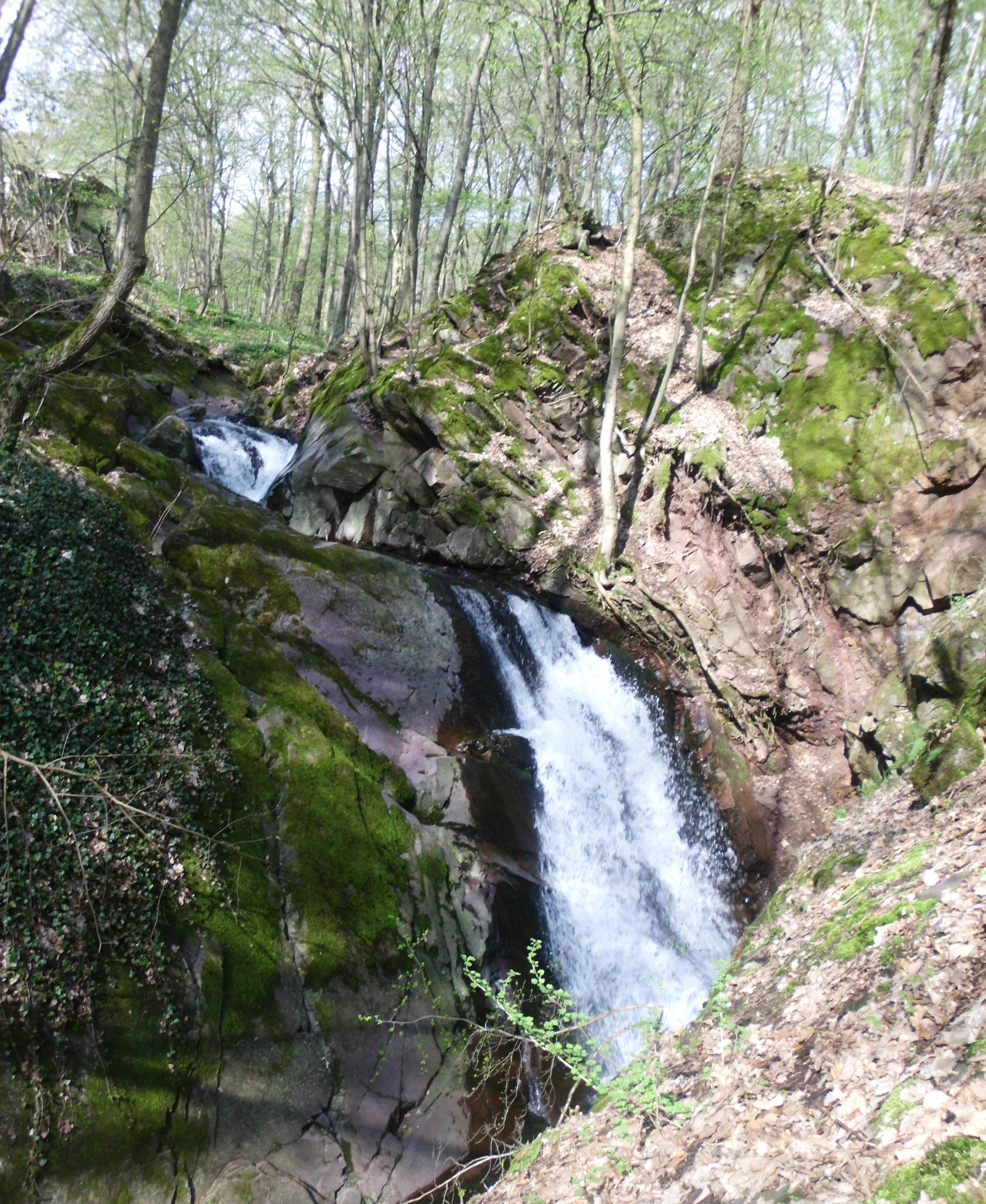
Lonauer Wasserfall

Der Lonauer Wasserfall, auch Lonauwasserfall, liegt am Südwestabfall des Harzes auf dem Gebiet der Stadt Herzberg (Landkreis Göttingen) in Niedersachsen. Dieser rund 10 Meter hohe größte natürliche Wasserfall des Westharzes (siehe auch: Liste der Wasserfälle in Deutschland) besteht neben kleineren Kaskaden aus zwei Hauptstufen von 2 und 6 Metern Höhe. Die Abflussmenge der Lonau am Wasserfall (im Mittel 0,32 m³/s) unterliegt starken Schwankungen, es wurden Monatsmittel zwischen 0,015 m³/s (Juli 1934) und 1,15 m³/s (Januar 1938) gemessen.

## Lage und Erreichbarkeit
Der Wasserfall befindet sich im nordöstlichen Stadtgebiet von Herzberg, etwa 130 Meter oberhalb der Mündung der Lonau in die Sieber. Mündung und Wasserfall der Lonau sind erreichbar über einen Fußweg, der von der Hüttuferstraße abzweigt. Die Straße verbindet die Lonauer Straße (Teil der Kreisstraße K 410) mit der Andreasberger Straße (Teil der Landesstraße L 521). Der nördliche Karstwanderweg führt unmittelbar am Wasserfall vorbei.

## Entstehung und Geologie
Im Wechsel der Kaltzeiten (teils mit Vergletscherung des Hochharzes) und der kürzeren Warmzeiten schotterten die Flusse die Talsohlen auf und schnitten sich dann wieder ein. In der letzten Kaltzeit, der Weichsel-Kaltzeit, flossen die Lonau und die Sieber noch gut 2 Kilometer getrennt voneinander in westliche Richtung. Danach gruben sich beide Flüsse wieder ein, die größere Sieber jedoch stärker, so dass die Lonau irgendwann nach links zur nahen, aber einige Meter tiefer fließenden Sieber ausbrach. Die Höhendifferenz verstärkte sich danach noch weiter, weil die Sieber über leicht ausräumbaren Kalksteinen des Zechstein verläuft, dagegen die Lonau über dickbankigen Grauwacken des Kulm. An der Gesteinsgrenze bildete sich eine Gefällestufe der Lonau. Von dort schnitt sich die Lonau entlang von eingeschalteten Tonschiefern, die etwa 45° einfallen, schluchtartig ein bis zu dem Punkt, wo sie von der Seite auf diese weichen Schichten trifft. Dort bildet sie heute an dieser Schichtgrenze den 45° hinabschießenden, etwa 6 Meter hohen Hauptfall.